# Chirodactylus jessicalenorum
Chirodactylus jessicalenorum е вид бодлоперка от семейство Cheilodactylidae. Видът не е застрашен от изчезване.

## Разпространение
Разпространен е в Южна Африка.